# La grande sfida (film 2002)
La grande sfida (29 Palms) è un film statunitense del 2002 diretto da Leonardo Ricagni.